# Kieran Thomas Conry
Kieran Thomas Conry (Coventry, Reino Unido, 1 de fevereiro de 1950) é um clérigo católico romano inglês e bispo emérito de Arundel e Brighton.

## Educação
Kieran Conry completou seus estudos no Cotton College, Birmingham. Depois de ingressar no seminário maior, foi enviado ao Venerável Colégio Inglês, em Roma; estudou filosofia e teologia na Pontifícia Universidade Gregoriana, onde obteve a licenciatura em teologia. Foi ordenado sacerdote para a Arquidiocese de Birmingham em 19 de julho de 1975, na Igreja All Souls de Coventry, pelo Arcebispo George Patrick Dwyer.

## Sacerdócio
Retornando à Inglaterra, lecionou Literatura Inglesa e Educação Religiosa por quatro anos no Cotton College em Birmingham. De 1980 a 1988 foi secretário particular na Nunciatura Apostólica na Grã-Bretanha, primeiro do Delegado Apostólico (depois Pró-Núncio), Arcebispo Bruno Heim, e então seu sucessor, Arcebispo Luigi Barbarito. Ele foi nomeado Monsenhor em 1984. Depois de dois anos como pároco em Leek (1988-1990), se tornou Administrador da Catedral de Birmingham. De 1988 a 1993, Monsenhor Conry foi membro da Conferência Nacional de Padres e seu Vice-Presidente de 1992 a 1993. Ele também foi Presidente das Igrejas do Centro da Cidade de Birmingham de 1992 a 1993. De 1993 a 2000, ele esteve envolvido com o treinamento de conselheiros para o Catholic Marriage Care. Em 1993, Monsenhor Conry foi nomeado para o Catholic Media Office em Londres, o gabinete de imprensa da Conferência Episcopal da Inglaterra e do País de Gales, onde foi primeiro colaborador e depois diretor, além de editor do jornal Briefing. Conry ocupou esse cargo até o início de 2001, quando foi nomeado pároco de de St Austin's, Stafford.

## Episcopado
Em 8 de maio de 2001, o Papa João Paulo II o nomeou Bispo de Arundel e Brighton. O Arcebispo de Westminster, Cardeal Cormac Murphy-O'Connor, consagrou-o em 9 de junho do mesmo ano, na Catedral de Nossa Senhora e São Filipe Howard em Arundel; os principais co-consagradores foram o Pró-Núncio Emérito Apostólico no Reino Unido, Arcebispo Bruno Bernard Heim, e o Arcebispo de Southwark, Michael George Bowen.
Na Conferência Episcopal da Inglaterra e País de Gales, Kieran Conry foi presidente do Departamento de Evangelização e Catequese e o Bispo da Igreja para a Juventude. Ele também fez parte da Comissão Mista da Conferência dos Religiosos.

### Renúncia
Em 27 de setembro de 2014, ele anunciou que havia apresentado sua renúncia como bispo por quebrar suas promessas sacerdotais de ordenação. Notícias vinculadas na mídia britânica afirmavam que foi descoberto um caso com uma mulher casada, enquanto outras denúncias comentavam que Kieran teria se envolvido com várias mulheres ao longo do episcopado. O Papa Francisco aceitou a renúncia em 4 de outubro.
Uma investigação independente foi contratada para averiguar se o bispo se aproveitou de mulheres "vulneráveis"; apesar disso, o relatório nunca seria publicado. Conry não foi laicizado.